# Балзорано Векио (Л'Аквила)
Балзорано Векио (итал. Balsorano Vecchio) је насеље у Италији у округу Л'Аквила, региону Абруцо.
Према процени из 2011. у насељу је живело 115 становника. Насеље се налази на надморској висини од 415 м.